# Szczepankowo (gromada w powiecie ostródzkim)
Szczepankowo – dawna gromada, czyli najmniejsza jednostka podziału terytorialnego Polskiej Rzeczypospolitej Ludowej w latach 1954–1972.
Gromady, z gromadzkimi radami narodowymi (GRN) jako organami władzy najniższego stopnia na wsi, funkcjonowały od reformy reorganizującej administrację wiejską przeprowadzonej jesienią 1954 do momentu ich zniesienia z dniem 1 stycznia 1973, tym samym wypierając organizację gminną w latach 1954–1972.
Gromadę Szczepankowo z siedzibą GRN w Szczepankowie utworzono – jako jedną z 8759 gromad na obszarze Polski – w powiecie ostródzkim w woj. olsztyńskim na mocy uchwały nr 22 WRN w Olsztynie z dnia 4 października 1954. W skład jednostki weszły obszary dotychczasowych gromad Dylewo, Glądy, Ryn i Szczepankowo ze zniesionej gminy Pietrzwałd w tymże powiecie. Dla gromady ustalono 10 członków gromadzkiej rady narodowej.
Gromadę zniesiono 1 stycznia 1960, a jej obszar włączono do gromad Gierzwałd (wsie Jędrychowo, Glądy, Szczepankowo i Dylewo oraz PGR-y Młyn Szczepankowski i Szczepankowo), Pietrzwałd (wieś Ryn, osady Bedanrki i Wólka Durąska oraz PGR Ryn)  i Marwałd (wieś Pląchawy) w tymże powiecie.